# La frusta e la forca
La frusta e la forca (Adam's Woman) è un film del 1970 diretto da Philip Leacock.

## Trama
Nel 1840, il galeotto inglese Adam Beecher sposa forzatamente Bess, irlandese deportata in Australia come lui. Un governatore democratico, sir Philip Mac Donald, intende trasformare i galeotti in pionieri impiegandoli come agricoltori. Con Bess, Adam pone le basi di una città che cresce e si anima poco a poco. Contro di loro tramano un giudice corrotto e un fuorilegge. Solo la ferma determinazione di Bess si oppone al fallimento dell'impresa.